# شهرستان دی ناعم
ناحیهٔ دی ناعم (به عربی: مدیریة ذی ناعم) یک ناحیه در یمن است که در استان بیضاء واقع شده‌است.
ناحیهٔ دی ناعم ۲۵٬۷۵۹ نفر جمعیت دارد.